# Elektrischer Widerstand
Der elektrische Widerstand ist in der Elektrotechnik ein Maß dafür, welche elektrische Spannung erforderlich ist, um eine bestimmte elektrische Stromstärke durch einen elektrischen Leiter (Bauelement, Stromkreis) fließen zu lassen. Dabei sind Gleichgrößen zu verwenden oder Augenblickswerte bei mit der Zeit veränderlichen Größen.
Wenn die Spannung von einem Anschlusspunkt A zu einem Anschlusspunkt B gezählt wird, wird die Stromstärke in dem Leiter positiv gezählt, wenn er von A nach B fließt; der Widerstand kann nicht negativ sein.
Als Formelzeichen für den elektrischen Widerstand wird in der Regel {\displaystyle R} – abgeleitet vom Lateinischen resistere für „widerstehen“ – verwendet. Der Widerstand hat die SI-Einheit Ohm, ihr Einheitenzeichen ist das Ω (großes Omega).

Schaltzeichen gemäß EN 60617;
Spannung und Stromstärke haben bei diesen Zählrichtungen dasselbe Vorzeichen

Auf historische Zusammenhänge wird im Artikel ohmsches Gesetz eingegangen.
Auf die Widerstandsmessung wird in einem eigenen Artikel eingegangen.

## Ohmscher Widerstand

### Grundlegende Zusammenhänge
Ein elektrischer Widerstand ist dann ein ohmscher Widerstand, wenn sein Wert unabhängig von der Spannung, der Stärke des Stromes und jeglichen Parametern ist. An einem solchen Widerstand gilt das ohmsche Gesetz. Wird in einem Liniendiagramm die Spannung {\displaystyle U} über der Stromstärke {\displaystyle I} aufgetragen, entsteht bei einem ohmschen Widerstand eine Ursprungsgerade; die an einem Bauteil mit ohmschem Widerstand abfallende Spannung ist proportional zur Stromstärke im Widerstand mit dem Proportionalitätsfaktor {\displaystyle R}; dieser ist zugleich der Anstieg der Geraden:
{\displaystyle U=R\cdot I\ .}
Näherungsweise und mit Einschränkungen kann ein ohmscher Widerstand durch ein Bauelement, im einfachsten Fall einen Metalldraht, realisiert werden. Dieses wird üblicherweise ebenfalls als Widerstand – siehe Widerstand (Bauelement) – bezeichnet.
Wenn durch den Strom im Widerstand ein Spannungsabfall entsteht, wird elektrische Energie
in thermische Energie umgesetzt.
Der Kehrwert des ohmschen Widerstands, also der Proportionalitätsfaktor zwischen Stromstärke und Spannung, heißt elektrischer Leitwert {\displaystyle G} eines Leiters. Es gilt also:
{\displaystyle G={\frac {1}{R}}\ .}

### Berechnung des Widerstands eines Leiters
Der ohmsche Widerstand eines Körpers lässt sich aus seinen geometrischen Abmessungen und einer Material-Konstante, dem spezifischen Widerstand {\displaystyle \rho }, berechnen.
Für einen in Längsrichtung durchflossenen geraden Leiter mit konstanter Querschnittsfläche {\displaystyle A} und der Länge {\displaystyle l} gilt:
{\displaystyle R=\rho \cdot {\frac {l}{A}}\;.}
Der spezifische Widerstand selbst ist im Allgemeinen von der Temperatur und eventuell noch weiteren Größen abhängig.

### Einflussfaktoren
Der ohmsche Widerstand ist eine Idealisierung für viele theoretische und mathematische Behandlungen, mit der sich in der Praxis oft gut arbeiten lässt. Aber zusätzlich zu den schon erwähnten Einschränkungen hat das Modell seine Grenzen durch äußere Einwirkungen.
1. Ein Einfluss der Spannung auf den elektrischen Widerstand ist bei hohen Spannungen und hohen Widerstandswerten zu beachten in der Größenordnung {\displaystyle {\tfrac {\Delta R/R}{\Delta U}}=-10^{-5}{\tfrac {1}{\mathrm {V} }}},[3] in neuen Entwicklungen von Messwiderständen bis zwei Zehnerpotenzen weniger.[4] Vielfach ist er bei nichtlinearen Widerständen, z. B. Halbleitern, zu beobachten; siehe unten. Ein Spannungseinfluss auf den Widerstand des Glühfadens einer Glühlampe ergibt sich indirekt über den Temperatureinfluss.
2. Ein Einfluss der Frequenz ergibt sich bei vielen Widerständen erst bei höheren Frequenzen durch den Skineffekt, aber selbst bei 50 Hz kommt der Einfluss in dicken Leiterseilen von Hochspannungs-Freileitungen zum Tragen. Bei Wechselstromwiderständen kann ein Frequenz-Einfluss auch bei niedrigen Frequenzen zu beobachten sein; siehe unten. Zur Abgrenzung wird der frequenzunabhängige Anteil am Widerstand auch als Gleichstromwiderstand bezeichnet.
3. Ein Einfluss der Temperatur ist häufig zu beachten, wie nachfolgend beschrieben:

Die oben aufgestellte Gleichung für den Gleichstromwiderstand eines geraden Leiters wird dann beispielsweise ersetzt durch
| Beispiele für spezifischen Widerstand und Temperaturkoeffizient bei 20 °C | Beispiele für spezifischen Widerstand und Temperaturkoeffizient bei 20 °C | Beispiele für spezifischen Widerstand und Temperaturkoeffizient bei 20 °C |
| Material                                                                  | {\displaystyle \rho _{20}} in Ω·mm2/m                                     | {\displaystyle \alpha _{20}} in 1/°C                                      |
| ------------------------------------------------------------------------- | ------------------------------------------------------------------------- | ------------------------------------------------------------------------- |
| Silber                                                                    | 16e-3                                                                     | 3.8e-3                                                                    |
| Kupfer                                                                    | 17e-3                                                                     | 4.3e-3                                                                    |
| Nickel                                                                    | 70e-3                                                                     | 6.6e-3                                                                    |
| Nickel-Chrom                                                              | 13e-1                                                                     | bis 1e-6                                                                  |

{\displaystyle R_{20}=\rho _{20}\cdot {\frac {l}{A}}\;,}
wobei der Index die Celsius-Temperatur kennzeichnet, für die die Größen gelten. In Tabellenbüchern ist die übliche Bezugstemperatur {\displaystyle t_{b}=20\,^{\circ }\mathrm {C.} } Die Werte sind abhängig von Reinheitsgrad sowie thermischer und mechanischer Behandlung; deshalb sind die Tabellenwerte nur als Richtwerte zu verstehen.
Der Einfluss der Temperatur {\displaystyle t} auf den Widerstand {\displaystyle R(t)} lässt sich in einfachen Fällen mit dem Linear-Temperaturkoeffizienten {\displaystyle \alpha } und dem Temperaturunterschied {\displaystyle \Delta t=t-t_{b}} darstellen. Dann wird der Zusammenhang durch eine lineare Gleichung beschrieben
{\displaystyle R(t)=R(t_{b})(1+\alpha _{t_{b}}\cdot \Delta t)\;.}
Für die meisten Anwendungen mit metallischen Materialien bei nicht zu großen Temperaturbereichen reicht diese lineare Näherung aus; sonst sind Glieder höherer Ordnung in die Gleichung einzubeziehen. (Ein Beispiel mit Summanden bis zur vierten Potenz siehe Platin im Artikel Widerstandsthermometer.)
Je nachdem, ob der Widerstandswert mit steigender Temperatur größer oder kleiner wird, wird unterschieden zwischen
- Heißleitern oder NTC (engl. Negative Temperature Coefficient; Widerstandswert sinkt) und
- Kaltleitern oder PTC (engl. Positive Temperature Coefficient; Widerstandswert steigt). Generell sind alle Metalle Kaltleiter.

In der Mess- und Regelungstechnik wird die Temperaturabhängigkeit des elektrischen Widerstandes als Messeffekt ausgenutzt, zum Beispiel bei Widerstandsthermometern, weiteren Temperatursensoren, thermischen Anemometern oder Einschaltstrombegrenzern.
Es gibt auch verschiedene spezielle Legierungen, die sich durch einen über weite Temperaturbereiche annähernd konstanten spezifischen elektrischen Widerstand auszeichnen, wie das für einen Messwiderstand erforderlich ist.

## Wechselstromwiderstand

### Darstellung

#### Merkmale bei zeitabhängigen Größen
Bei Wechselgrößen muss beachtet werden, dass sich die Augenblickswerte der Spannung und der Stromstärke periodisch ändern. Am ohmschen Widerstand besteht die Proportionalität zwischen Spannung und Stromstärke nicht nur für Gleichgrößen, sondern auch für Augenblickswerte zum jeweils betrachteten Zeitpunkt. Bei allen weiteren elektrischen Bauelementen, selbst bei den als lineare Widerstände zusammengefassten, sind die Zusammenhänge zwischen den Augenblickswerten von Spannung und Stromstärke hingegen zeitabhängig. So ist bei einem idealen elektrischen Kondensator die Stromstärke aufgrund seiner Kapazität proportional zur Änderungsrate der Spannung. Die dem Kondensator von einem Erzeuger gelieferte Energie wird zum Aufbau eines elektrischen Feldes verwendet. Die Energie wird darin zunächst gespeichert. Später, nach dem Wechsel des Vorzeichens der Stromstärke, wird das Feld wieder abgebaut und die Energie zurückgespeist. – Entsprechend ist bei einer idealen Spule die Spannung aufgrund ihrer Induktivität proportional zur Änderungsrate der Stromstärke.
In den Rechnungen mit Wechselgrößen
mit der Frequenz {\displaystyle f} oder der Kreisfrequenz {\displaystyle \omega =2\pi f}
ergibt sich bei diesen Bauelementen:
Eine sinusförmige Stromstärke
{\displaystyle i={\hat {\imath }}\cdot \sin(\omega t+\varphi _{i})}
hat eine zeitlich verzögerte, ebenfalls sinusförmige Spannung
{\displaystyle u={\hat {u}}\cdot \sin(\omega t+\varphi _{u})}
mit derselben Kreisfrequenz zur Folge – oder umgekehrt. Das beschreibt einen zeitabhängigen Zusammenhang, in dem aber die Amplituden {\displaystyle {\hat {u}},{\hat {\imath }}} und die Frequenz zeitunabhängig sind. Das Beibehalten der Sinusform im zeitlichen Verlauf ist mit ein Grund, das Verhalten der genannten Bauelemente als linear zu bezeichnen. Allerdings stellt sich durch die Verzögerung ein Phasenverschiebungswinkel ein:
{\displaystyle \varphi _{ui}=\varphi _{u}-\varphi _{i}\ .}
Er ist nur beim ohmschen Widerstand gleich null. Außer bei diesem ist das Verhältnis {\displaystyle u/i} zeitabhängig, ohne Proportionalität und zur Beschreibung in der Wechselstromtechnik ungeeignet. Sinnvoll angeben lässt sich jedoch der Quotient {\displaystyle {\hat {u}}/{\hat {\imath }}} der Amplituden (oder gleichwertig der Quotient der Effektivwerte), der als Scheinwiderstand
{\displaystyle Z={\frac {\hat {u}}{\hat {\imath }}}={\frac {U_{\mathrm {eff} }}{I_{\mathrm {eff} }}}}
bezeichnet wird. Beim idealen Kondensator und bei der idealen Spule ist der Scheinwiderstand so groß wie der Betrag des Blindwiderstands {\displaystyle X}. Beide Widerstände werden wie der ohmsche Widerstand als unabhängig von Spannung, Stromstärke und Zeit angesehen. Aber beide sind abhängig von einem Parameter, der Frequenz.
Bei einer realen Spule ist meistens der ohmsche Drahtwiderstand {\displaystyle R} gegenüber dem Blindwiderstand nicht zu vernachlässigen. Da er Energie nach außen abgeben kann, wird er als Wirkwiderstand bezeichnet. Der Gesamtwiderstand ergibt sich allerdings wegen der unterschiedlichen Phasenverschiebungen im Wirkanteil und im Blindanteil des Spulenwiderstands nicht wie gewohnt durch arithmetische Addition. Der Phasenverschiebungswinkel beträgt bei der Induktivität +90°, bei der Kapazität −90°. Damit ist eine Pythagoreische Addition erforderlich:

Links: Zwei mit konstanter Winkelgeschwindigkeit rotierende Zeiger.
Rechts: Deren Projektionen auf die senkrechte Ursprungsgerade ergeben die Augenblickswerte, sie haben über dem Phasenwinkel oder der Zeit aufgetragen einen Sinusverlauf.
(Mit der Projektion auf eine andere Ursprungsgerade ändert sich die Aussage nicht, nur die Nullphasenwinkel ändern sich damit.)
Die blau gezeichnete Schwingung läuft der rot gezeichneten um 60° vor.

{\displaystyle Z^{2}=R^{2}+X^{2}\ },
wobei stets {\displaystyle |\varphi _{ui}|} < 90° ist.

#### Mathematische Darstellung
Die mathematische Behandlung mit den Gleichungen für {\displaystyle u} und {\displaystyle i} ist wegen trigonometrischer Umformungen sehr aufwändig. Deshalb ist für Berechnungen die komplexe Wechselstromrechnung entwickelt worden, in der reelle physikalische Größen formal durch komplexe Größen ersetzt werden; {\displaystyle u} und {\displaystyle i} werden durch in der komplexen Ebene rotierende Zeiger abgebildet. Sie drehen sich mit konstanter Winkelgeschwindigkeit {\displaystyle \omega } um den Koordinatenursprung. Ihre Längen repräsentieren die Amplituden; die Abstände der Pfeilspitzen von der reellen Achse stehen für die Augenblickswerte; sie ändern sich mit der Zeit sinusförmig.
Formelzeichen komplexer Größen werden durch Unterstreichung gekennzeichnet. Für die rotierenden Zeiger gilt:
{\displaystyle {\underline {u}}={\hat {u}}\cdot \mathrm {e} ^{\mathrm {j} (\omega t+\varphi _{u})}\quad }und {\displaystyle \quad {\underline {i\,}}={\hat {\imath }}\cdot \mathrm {e} ^{\mathrm {j} (\omega t+\varphi _{i})}}

Impedanz als Zeiger in der komplexen Ebene mit ihren Komponenten.
Auf der waagerechten Achse wird der Realteil der Impedanz aufgetragen, auf der senkrechten Achse der Imaginärteil.
Der Winkel in der Zeichnung entspricht dem Winkel im Text.

mit der imaginären Einheit {\displaystyle \mathrm {j} }, die durch {\displaystyle \mathrm {j} ^{2}=-1} definiert wird.
Ferner wird der komplexe Wechselstromwiderstand eingeführt, der auch Impedanz genannt wird:
{\displaystyle {\underline {Z}}={\frac {\underline {u}}{\underline {i}}}\ .}
Anders als beim Bruch {\displaystyle {\tfrac {u}{i}}} kürzt sich beim Bruch {\displaystyle {\tfrac {\underline {u}}{\underline {i}}}} die im Faktor {\displaystyle \mathrm {e} ^{\mathrm {j} \omega t}} enthaltene Zeitabhängigkeit heraus. Somit rotiert der zugehörige Zeiger nicht.
Der komplexe Widerstand ermöglicht die Zusammenfassung von Wirk- und Blindwiderstand zu
{\displaystyle {\underline {Z}}=R+\mathrm {j} X}
und die Zusammenfassung von Scheinwiderstand und Phasenverschiebungswinkel zu
{\displaystyle {\underline {Z}}=Z\cdot \mathrm {e} ^{\mathrm {j} \varphi _{ui}}\ .}
Davon wird nachfolgend Gebrauch gemacht.

### Ursachen der komplexen Widerstände
Bei einer Spule mit der Induktivität {\displaystyle L} gilt
{\displaystyle u=L\ {\frac {\mathrm {d} i}{\mathrm {d} t}}\ .}
Aufgrund einer Spannung wächst die Stromstärke mit der Zeit an. Bei Wechselstrom folgt dieser verzögert. Mit dem Ansatz mit den komplexen Größen {\displaystyle {\underline {u}}={\hat {u}}\ \mathrm {e} ^{\mathrm {j} (\omega t+\varphi _{u})}} und {\displaystyle {\underline {i\,}}={\hat {\imath }}\ \mathrm {e} ^{\mathrm {j} (\omega t+\varphi _{i})}} ergibt sich nach der Differenziation
{\displaystyle {\underline {u}}=L\ {\hat {\imath }}\ \mathrm {e} ^{\mathrm {j} (\omega t+\varphi _{i})}\cdot \mathrm {j} \omega =\mathrm {j} \omega L\cdot {\underline {i}}}
{\displaystyle {\frac {\underline {u}}{\underline {i}}}=\mathrm {j} \omega L=\mathrm {j} X\ .}
Das {\displaystyle X} wird hier als induktiver Blindwiderstand bezeichnet
{\displaystyle X=X_{L}=\omega L\geq 0\ .}
Zusammen mit dem Faktor {\displaystyle \mathrm {j} } bedeutet das Ergebnis, dass eine Induktivität für sinusförmige Wechselgrößen wie ein phasendrehender Blindwiderstand wirkt.
Mit {\displaystyle \mathrm {j} =\mathrm {e^{j\pi /2}} \ } ergibt sich {\displaystyle \varphi _{ui}=\mathrm {\pi } /2=+90^{\circ }.}
Der Scheinwiderstand einer Induktivität ist ein zur Frequenz proportionaler, aber im Übrigen linearer Widerstand.
Entsprechend gilt bei einem Kondensator mit der Kapazität {\displaystyle C}
{\displaystyle u={\frac {1}{C}}\int i\mathrm {d} t\ .}
Aufgrund eines Stromes wächst die Spannung mit der Zeit an. Bei Wechselspannung folgt diese verzögert.
Mit den komplexen Größen und nach der Integration ergibt sich
{\displaystyle {\underline {u}}={\frac {1}{\mathrm {j} \omega C}}\cdot {\underline {i}}}
{\displaystyle {\frac {\underline {u}}{\underline {i}}}={\frac {1}{\mathrm {j} \omega C}}=-\mathrm {j} \;{\frac {1}{\omega C}}=\mathrm {j} X\ .}
Das {\displaystyle X} wird hier als kapazitiver Blindwiderstand bezeichnet
{\displaystyle X=X_{C}=-{\frac {1}{\omega C}}\leq 0\ .}
Zusammen mit dem Faktor {\displaystyle \mathrm {j} } bedeutet das Ergebnis, dass eine Kapazität für sinusförmige Wechselgrößen wie ein phasendrehender Blindwiderstand wirkt. Hier ist {\displaystyle \varphi _{ui}=-\pi /2=-90^{\circ }.}
Der Scheinwiderstand einer Kapazität ist ein zur Frequenz umgekehrt proportionaler, aber im Übrigen linearer Widerstand.

### Umrechnungen
Mit der Eulerschen Formel ist
{\displaystyle {\underline {Z}}=Z\cdot \mathrm {e} ^{\mathrm {j} \varphi _{ui}}=Z\cdot (\cos \varphi _{ui}+\mathrm {j} \sin \varphi _{ui})\ .}
Durch Vergleich dieser Schreibweise mit
{\displaystyle {\underline {Z}}=R+\mathrm {j} X}
ergeben sich
{\displaystyle \operatorname {Re} {\underline {Z}}=Z\cdot \cos \varphi _{ui}=R} (Wirkwiderstand),
{\displaystyle \operatorname {Im} {\underline {Z}}=Z\cdot \sin \varphi _{ui}=X} (Blindwiderstand).
Für den Scheinwiderstand gilt:
{\displaystyle Z=|{\underline {Z}}|={\frac {|{\underline {u}}|}{|{\underline {i}}|}}={\frac {\hat {u}}{\hat {\imath }}}={\frac {U_{\text{eff}}}{I_{\text{eff}}}}}
oder
{\displaystyle Z={\sqrt {R^{2}+X^{2}}}}
und für den Phasenverschiebungswinkel zwischen {\displaystyle {\underline {u}}} und {\displaystyle {\underline {i\,}}}:
{\displaystyle \varphi _{ui}=\arctan {\frac {X}{R}}\ .}

### Sonderfälle
- Für {\displaystyle R=0} gilt:

{\displaystyle \varphi _{ui}=\arctan {\frac {X}{0}}} .
- Für {\displaystyle X>0} ist {\displaystyle \varphi _{ui}=+90^{\circ }} und {\displaystyle {\underline {Z}}=\mathrm {j} Z=\mathrm {j} X} ;

- für {\displaystyle X<0} ist {\displaystyle \varphi _{ui}=-90^{\circ }} und {\displaystyle {\underline {Z}}=-\mathrm {j} Z=\mathrm {j} X} .

- Für {\displaystyle X=0} gilt:

{\displaystyle \varphi _{ui}=\arctan {\frac {0}{R}}=\arctan 0=0^{\circ }}
{\displaystyle {\underline {Z}}=Z=R} .

### Zusammenschaltung, Ersatzwiderstand

Ersatzschaltbilder für Wechselstromwiderstände
links: Parallelschaltung
rechts: Reihenschaltung

Als Ersatzwiderstand wird der komplexe elektrische Widerstand bezeichnet, der denselben Widerstand besitzt wie eine elektrische Schaltung oder der Teil einer elektrischen Schaltung, den er ersetzt. Ein Ersatzwiderstand kann das Verhalten komplexer elektrischer Anordnungen veranschaulichen und eine Berechnung ermöglichen; siehe auch Ersatzschaltbild.
Tatsächlich auftretende Wechselstromwiderstände lassen sich häufig durch Reihenschaltung oder Parallelschaltung aus einem ohmschen Widerstand mit einer Induktivität oder mit einer Kapazität beschreiben. Welches der Bilder verwendet wird, ist eine Frage der besseren Annäherung an die Wirklichkeit mit möglichst frequenzunabhängigen Größen und der Zweckmäßigkeit für die mathematische Behandlung.
Bei genauer Betrachtung hat aber auch jeder Kondensator einen kleinen induktiven Anteil, so wie eine Spule auch einen kapazitiven Anteil hat. Selbst ein Stück Draht muss exakt mit {\displaystyle R}, {\displaystyle C} und {\displaystyle L} beschrieben werden; siehe auch Leitungsbelag. Dies zeigt sich im Besonderen dann, wenn die Bauelemente mit ihren geometrischen Abmessungen in den Bereich der Wellenlänge der angelegten Wechselspannung kommen; dann besitzen sie eine nicht zu vernachlässigende Induktivität und Kapazität. Sie werden gegebenenfalls zum Schwingkreis, als Beispiel sei hier die Antenne genannt. Deren Enden dürfen als Kondensatorplatten gesehen werden, der Draht dazwischen als Spule.
Werden ein ohmscher Widerstand und ein Blindwiderstand zusammengeschaltet, so können in komplexer Schreibweise die weiter unten folgenden Regeln für Reihen- und Parallelschaltung angewendet werden.
Werden eine kapazitive und eine induktive Impedanz zusammengeschaltet, so entsteht bei genügend kleiner ohmscher Belastung ein Schwingkreis; die Reihen- und Parallelschaltung und die weiteren Konsequenzen werden unter diesem Stichwort behandelt.

### Ortskurve

Ortskurve der Impedanz einer RL-Reihenschaltung

Ortskurve der Impedanz einer RC-Parallelschaltung

Ein anschauliches Hilfsmittel zur Analyse und Beschreibung von Schaltungen mit Wechselstromwiderständen ist die Ortskurve.
Komplexe Größen lassen sich durch Zeiger in der komplexen Ebene darstellen. Wenn die komplexe Größe eine Funktion eines (reellen) Parameters ist und wenn dieser Parameter variiert wird, verschiebt sich die Spitze des Zeigers. Eine Linie durch alle denkbaren Zeigerspitzen wird als Ortskurve bezeichnet.
Die Bilder zeigen Ortskurven der Impedanz als Funktion der Frequenz für die angegebenen Schaltungen. Bei einer RL- oder RC-Reihenschaltung mit einem von der Frequenz unabhängigen ohmschen Widerstand ist auch der Wirkanteil der Impedanz von der Frequenz unabhängig. Bei der entsprechenden Parallelschaltung sind der Wirk- und der Blindanteil der Impedanz ersichtlich beide von der Frequenz abhängig.

## Reihen- und Parallelschaltung

### Reihenschaltung
Werden {\displaystyle n} ohmsche Widerstände hintereinander geschaltet, so addieren sich die Widerstände:
{\displaystyle R_{\text{rei}}=\sum _{k=1}^{n}R_{k}=R_{1}+R_{2}+\cdots +R_{n}={\frac {1}{G_{1}}}+{\frac {1}{G_{2}}}+\cdots +{\frac {1}{G_{n}}}}
Dieses lässt sich an der Reihenschaltung zweier Widerstände veranschaulichen, die sich nur in der Länge {\displaystyle l} unterscheiden.
Die Reihenschaltung ergibt einen Widerstandskörper der Länge {\displaystyle l_{1}+l_{2}}. Dann gilt:
{\displaystyle R_{\text{rei}}=\rho \cdot {\frac {l_{1}+l_{2}}{A}}=\rho \cdot {\frac {l_{1}}{A}}+\rho \cdot {\frac {l_{2}}{A}}=R_{1}+R_{2}}
Bei {\displaystyle n} gleichen Widerständen ({\displaystyle R_{n}=R_{1}=R_{2}=\cdots }) ist der Gesamtwiderstand so groß wie der mit der Anzahl der Widerstände multiplizierte Einzelwiderstand:
{\displaystyle R_{\text{rei}}=n\cdot R_{n}}
Der Widerstand einer Reihenschaltung ist stets größer als der größte Einzelwiderstand. Eine Ausnahme gibt es bei Wechselstromwiderständen im Reihenschwingkreis.

### Parallelschaltung
Werden {\displaystyle n} ohmsche Widerstände nebeneinander geschaltet, so addieren sich die Leitwerte beziehungsweise die reziproken Widerstände:
{\displaystyle G_{\text{par}}=G_{1}+G_{2}+\cdots +G_{n}}
{\displaystyle {\frac {1}{R_{\text{par}}}}=\sum _{k=1}^{n}{\frac {1}{R_{k}}}={\frac {1}{R_{1}}}+{\frac {1}{R_{2}}}+\cdots +{\frac {1}{R_{n}}}}
Dieses lässt sich an der Parallelschaltung zweier Widerstände veranschaulichen, die sich nur in ihrer Querschnittsfläche {\displaystyle A} unterscheiden.
Die Parallelschaltung ergibt einen Widerstandskörper der Querschnittsfläche {\displaystyle A_{1}+A_{2}}. Dann gilt:
{\displaystyle R_{\text{par}}=\rho \cdot {\frac {l}{A_{1}+A_{2}}}}
und umgestellt
{\displaystyle {\frac {1}{R_{\text{par}}}}={\frac {A_{1}+A_{2}}{\rho \cdot l}}={\frac {A_{1}}{\rho \cdot l}}+{\frac {A_{2}}{\rho \cdot l}}={\frac {1}{R_{1}}}+{\frac {1}{R_{2}}}}
Für die Parallelschaltung gibt es eine alternative Schreibweise mit dem Parallel-Zeichen {\displaystyle {\|}}:
{\displaystyle R_{\text{par}}=R_{1}\|R_{2}\|\cdots \|R_{n}}
Speziell für zwei parallele Widerstände gilt:
{\displaystyle R_{\text{par}}={\frac {R_{1}\cdot R_{2}}{R_{1}+R_{2}}}}
Bei {\displaystyle n} gleichen Widerständen ist der Gesamtwiderstand so groß wie der durch die Anzahl der Widerstände dividierte Einzelwiderstand:
{\displaystyle R_{\text{par}}={\frac {1}{n}}R_{n}}
Der Widerstand einer Parallelschaltung ist stets kleiner als der kleinste Einzelwiderstand. Eine Ausnahme gibt es bei Wechselstromwiderständen im Parallelschwingkreis.

## Differentieller Widerstand
Bei nichtlinearen Strom-Spannungs-Kennlinien – wie zum Beispiel von Dioden – ist der Quotient für jedes Strom-Spannungs-Paar unterschiedlich. In diesem Fall gilt das ohmsche Gesetz nicht, und man kann nicht von einem linearen Widerstand {\displaystyle R} sprechen. Kleine Spannungsänderungen sind jedoch näherungsweise proportional zu damit verbundenen kleinen Stromstärkeänderungen. Der Quotient aus kleiner Spannungsänderung und zugehöriger Stromstärkeänderung bei einer bestimmten Spannung wird als differentieller Widerstand {\displaystyle r} bezeichnet. In einem Diagramm, in dem {\displaystyle U} über {\displaystyle I} aufgetragen wird, entspricht er der Steigung der Tangente am betrachteten Punkt der Kennlinie.
{\displaystyle r={\frac {\mathrm {d} U}{\mathrm {d} I}}}

### Negativer differentieller Widerstand

Strom-Spannungscharakteristik einer Tunneldiode

Der differentielle Widerstand kann in einem Teil der Kennlinie negativ sein, so dass die Stromstärke bei steigender Spannung sinkt beziehungsweise die Stromstärke bei sinkender Spannung steigt. Im Bild ist das im Bereich UP < U < UV der Fall. Ein negativer differentieller Widerstand kann zum Anregen (Entdämpfen) von Schwingkreisen oder zur Erzeugung von Kippschwingungen verwendet werden (Oszillator). Der negative differentielle Widerstand tritt zum Beispiel bei Gasentladungen oder bei Bauteilen wie Avalanche- und Tunneldioden auf, in einfachen elektronischen Schaltungen wie der Lambda-Diode, aber auch bei komplexeren Modulen wie z. B. Schaltnetzteilen auf der Eingangsseite.

### Positiver differentieller Widerstand
Bei positiven differentiellen Widerständen nimmt die Stromstärke mit zunehmender Spannung zu. Alle real existierenden Schaltungselemente besitzen in einem Teil ihrer Kennlinie, jedoch stets für sehr große Werte, einen positiven differentiellen Widerstand. Die meisten Elemente in der Schaltungstechnik besitzen einen ausschließlich positiven differentiellen Widerstand.
Beispiele: realer Widerstand, Diode, Zener-Diode, alle halbleitenden Keramiken.

## Der elektrische Widerstand im Teilchenmodell
Die physikalische Beschreibung benutzt die Vorstellung, dass sich die Valenzelektronen im Metall wie ein Gas (Elektronengas) verhalten. Im einfachsten Modell bildet das Metall ein positiv homogen geladenes Volumen, in denen sich die Elektronen frei bewegen können. In dieses Volumen sind die Atomrümpfe eingebettet, die aus dem Atomkern und den stärker gebundenen Elektronen auf den tieferen, vollbesetzten Schalen bestehen.
Ohne äußere elektrische Spannung bewegen sich die Elektronen ungeordnet im Metall (siehe brownsche Bewegung). Legt man nun eine Spannung an, so werden die freien Elektronen durch das elektrische Feld in Richtung der Feldlinien beschleunigt. Es fließt ein elektrischer Strom.
Auf ihrem Weg durch das Metall kommt es zu elastischen Stößen der Elektronen mit anderen Elektronen, den Atomrümpfen und Phononen. Dabei geben die Elektronen Energie an ihre Stoßpartner ab, werden gestreut und wieder durch das elektrische Feld beschleunigt. Die Elektronen werden durch diese Wechselwirkung dauernd abgebremst und es stellt sich eine mittlere Strömungsgeschwindigkeit ein.
Die bei diesen Stößen an die Atomrümpfe beziehungsweise Phononen übertragene Energie führt zu einer größeren Eigenschwingung um ihre Gleichgewichtslage, ihre Temperatur erhöht sich. Durch die stärkeren Schwingungen erhöht sich die Querschnittsfläche für mögliche Stöße, deren Anzahl mit steigender Temperatur zunimmt und den Widerstand steigen lässt (Kaltleiter). Der Leitungsvorgang in Heißleitern kann mit diesem Modell nicht vollständig erklärt werden, da es hier mit steigender Temperatur zu einer deutlichen Ladungsträgergeneration kommt, die den eben beschriebenen Vorgang überlagern.
Bei sehr hohen Temperaturen, bei denen die Atome des Materials ionisiert werden (Plasma), ist jeder Stoff elektrisch leitend, da die vorher gebundenen Elektronen nun für den Ladungstransport zur Verfügung stehen. Umgekehrt sind Metalle und Oxide bekannt, für die der elektrische Widerstand bei sehr niedrigen Temperaturen unterhalb einer spezifischen Sprungtemperatur verschwindet: Supraleiter besitzen bei Gleichstrom keinen ohmschen Widerstand, Strom fließt bei dieser tiefen Temperatur ohne Verluste.
Durch die thermische Bewegung der Elektronen entsteht ein temperaturabhängiger Rauschstrom, der als Widerstandsrauschen bezeichnet wird.

## Hall-Effekt
Der Hall-Widerstand gibt das Verhältnis Spannung zu Stromstärke eines Hallelementes bei einer bestimmten magnetischen Flussdichte an, wobei diese Spannung quer zur Stromdichte auftritt. Er charakterisiert das Hall-Element bzw. die magnetische Flussdichte, hat jedoch mit dem elektrischen Widerstand dieses Hall-Elementes nichts zu tun.
Der Quanten-Hall-Effekt äußert sich dadurch, dass bei tiefen Temperaturen und starken Magnetfeldern die senkrecht zur Stromdichte auftretende Spannung nicht wie beim klassischen Hall-Effekt linear mit der Flussdichte anwächst, sondern in Stufen. Dieses Phänomen führt auf eine universelle Naturkonstante, die „Von-Klitzing-Konstante“ von der Dimension Widerstand. Da die Von-Klitzing-Konstante relativ einfach gemessen werden kann, wurde vorgeschlagen, sie als Normal für Messungen des elektrischen Widerstands zu verwenden.